# 北宋定州路帅臣列表
北宋定州路帅臣，指定州路安抚司的长官，或称安抚使，或称经略安抚使。

## 历任经略安抚使

### 宋太祖朝
- 孙行友（960年—961年）
- 昝居润（961年—964年）
- 祁廷训（964年—976年）

### 宋太宗朝
- 祁廷训（976年—977年）
- 孟玄喆（977年—979年）
- 杜彦圭（982年—986年）
- 赵安易（986年）
- 李继隆（986年）
- 刘知信（986年—987年）
- 曹璨（987年）
- 张永德（987年—988年）
- 裴济（988年—990年）
- 魏宪（9989年）
- 王汉忠（990年—991年）
- 张训（991年—992年）
- 张齐贤（993年）
- 符昭寿（993年）
- 尹宪（994年）
- 裴济（994年—995年）
- 曹璨（995年—997年）

### 宋真宗朝
- 曹璨（997年—998年）
- 魏震（998年—999年）
- 吴元扆（999年—1003年）
- 王显（1003年）
- 吴元扆（1003年—1004年）
- 刘知信（1004年—1005年）
- 马知节（1005年—1006年）
- 李允正（1006年—1010年）
- 周莹（1010年—1012年）
- 王能（1012年—1013年）
- 高继勋（1013年—1015年）
- 刘承宗（1015年—1017年）
- 冯守信（1017年—1021年）
- 杨崇勋（1021年）
- 曹玮（1021年）
- 张昭远（1022年）

### 宋仁宗朝
- 张昭远（1022年—1023年）
- 杨崇勋（1023年—1025年）
- 王贻永（1026年）
- 曹玮（1027年—1030年）
- 钱惟济（1030年—1033年）
- 马洵美（1033年—1034年）
- 刘平（1034年—1035年）
- 李昭亮（1035年—1036年）
- 夏守恩（1035年—1036年）
- 王贻永（1037年—1040年）
- 夏守赟（1041年—1042年）
- 杨崇勋（1042年）
- 王德用（1042年）
- 王克基（1042年—1043年）
- 杜惟序（1043年—1044年）
- 王果（1044年—1045年）
- 李昭亮（1045年）
- 王德基（1045年—1046年）
- 韩琦（1048年—1053年）
- 宋祁（1053年—1056年）
- 王素（1056年—1058年）
- 庞籍（1058年—1060年）
- 李昭亮（1060年）
- 王拱辰（1060年—1061年）
- 陈升之（1061年—1063年）
- 傅求（1063年）

### 宋英宗朝
- 傅求（1063年—1066年）
- 蔡抗（1066年—1067年）
- 孙长卿（1067年）

### 宋神宗朝
- 孙长卿（1067年—1069年）
- 李肃之（1069年—1070年）
- 滕甫（1070年—1074年）
- 薛向（1074年—1078年）
- 韩绛（1078年—1081年）
- 章惇（1081年—1082年）
- 吕公著（1082年—1083年）
- 王克臣（1083年）
- 蔡延庆（1083年—1085年）

### 宋哲宗朝
- 蔡延庆（1085年—1087年）
- 韩忠彦（1087年—1088年）
- 张璪（1088年—1089年）
- 许将（1089年—1093年）
- 苏轼（1093年—1094年）
- 胡宗愈（1094年—1095年）
- 刘奉世（1095年）
- 顾临（1095年—1096年）
- 韩忠彦（1096年—1098年）
- 路昌衡（1098年—1099年）
- 邢恕（1099年—1000年）

### 宋徽宗朝
- 刘奉世（1100年）
- 张舜民（1100年—1101年）
- 蔡京（1101年—1102年）
- 曾肇（1102年）
- 陆佃（1102年）
- 叶祖洽（1102年）
- 路昌衡（1102年）
- 黄寔（1103年—1105年）
- 管师仁（1105年—1108年）
- 梁子美（1108年—1110年）
- 王汉之（1110年—1112年）
- 梁子野（1112年）
- 韩粹彦（1112年—1114年）
- 沈纯诚（1114年—1115年）
- 张杲（1115年—1117年）
- 韩粹彦（1117年—1118年）
- 王涣之（1118年—1119年）
- 沈纯（1119年—1121年）
- 詹度（1121年—1123年）
- 陈遘（1123年—1124年）
- 赵遹（1124年）
- 詹度（1124年—1125年）

### 宋钦宗朝
- 詹度（1125年—1126年）
- 陈遘（1126年—1127年）